# 柱

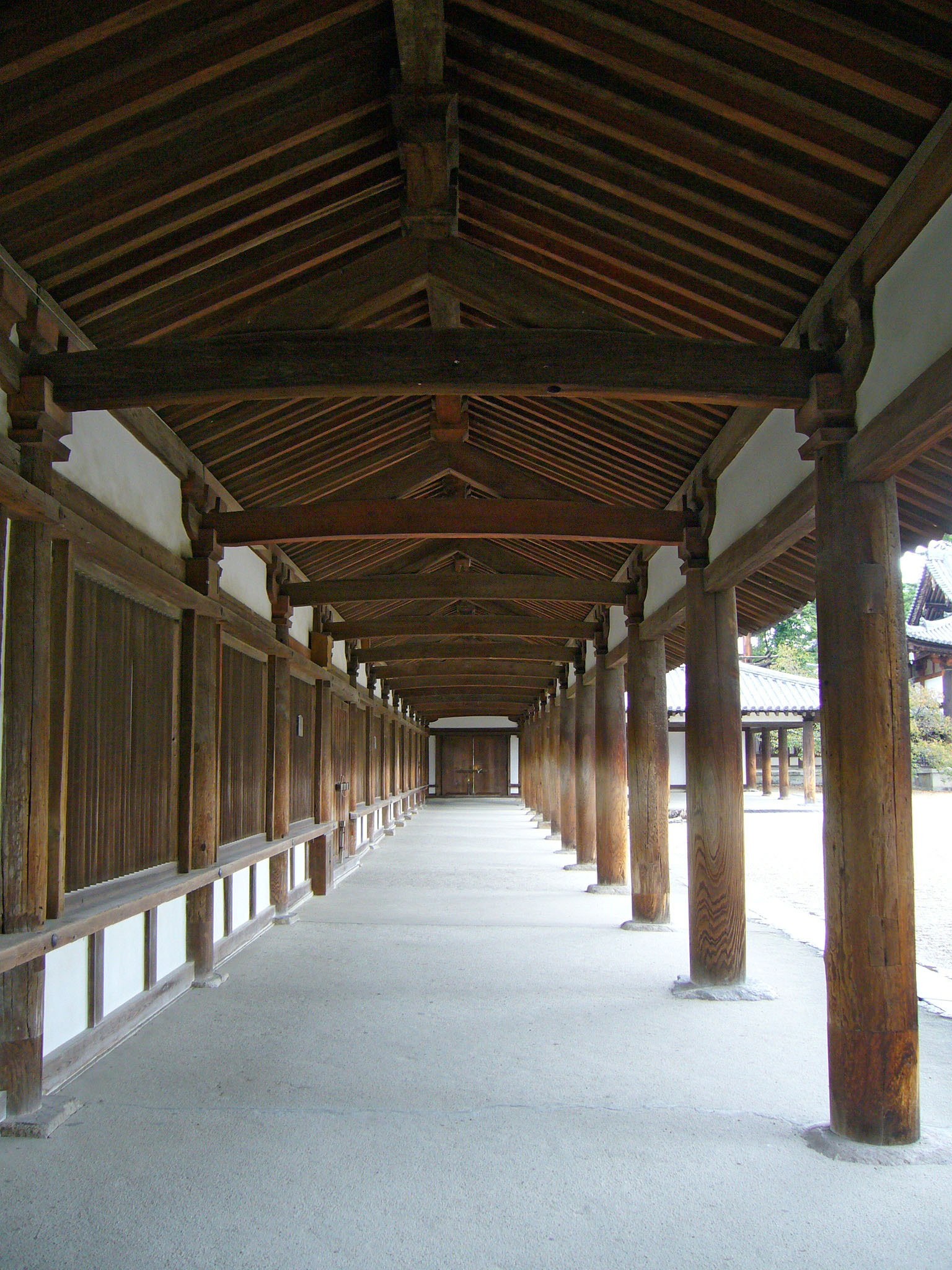
エンタシスの柱（法隆寺）

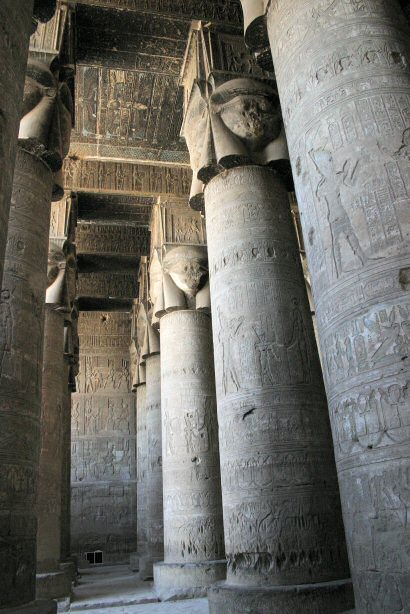
デンデラ神殿複合体のハトホル列柱室

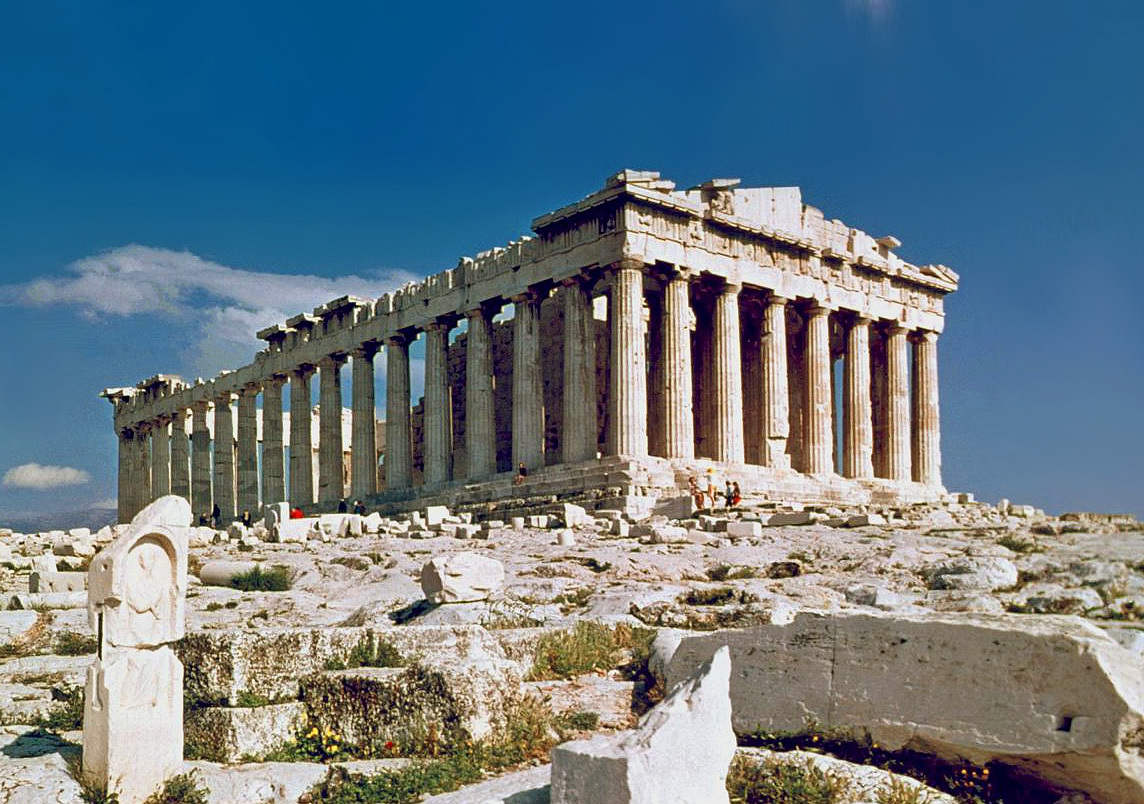
エンタシスの柱（パルテノン神殿）

柱（はしら）は、材を垂直に立てて建築物の支え（ささえ）としたもの。
柱は建築物の構成要素となるほか、電柱や御柱など、それ自身が構築物（内部空間がないので建築物ではない）となっていることもある。

## 建築物の柱
材料は、古来は木材、石材、竹材などが使われ、近世以降は鋼材、コンクリート、鉄筋コンクリート製のものも現れた。
用途、場所、役割によって呼び名が異なる。床の間に使う装飾的な柱を床柱、門を支えるものを門柱、塀を支える柱を控柱、また、大壁を真壁に見せかけるための付け柱などとそれぞれに名称が付けられている。家の中心となるような太い柱は、大黒柱・大極柱（だいこくばしら）と呼ばれる。
物理学（構造力学）においては、軸方向に作用する圧縮荷重に抵抗する細長い直線状の棒材
を柱と呼び、梁（軸に対し直交する方向に作用する荷重に抵抗する棒材）と区別される。

## 宗教的意味

### 神道
『日本書紀』推古28年(620年)10月条に欽明天皇と堅塩媛を埋葬した古墳を修復し、氏族ごとに柱を建てたとあり、古墳時代には｢柱｣の祭祀があったという見方がある。
宮城を造営する際、君主が世界を支配するために天（神）と繋がる中心点が重要であるとして太極殿を建てた。当時を模して建てたものの代表的なものに、平安神宮外拝殿がある。
太極（中心点）が、万物の根源、陰陽の根源とつながるものと考えられ、万物には当然のごとく神が宿ることから、そこに建てる重要な柱を太極柱と呼ぶことになる。地方によっては、大国主の神をお祀りすることから大黒柱ともいい、太い柱を大黒柱と一概にいうわけではない。
伊勢神宮正殿に見られる心御柱（しんのみはしら）も、日本の神が、木や柱を依り代（よりしろ）とするため、神が依り憑く神籬 (ひもろぎ)としている。

### 助数詞
「柱」は神や仏を数えるのに用いる助数詞でもある。その理由は古墳時代の｢柱｣の祭祀に由来するとみる説がある。また家の中の柱の列立する様子に例えたという説もある。神様を数えるという文化は一神教にはなく多神教でも一般的ではない。助数詞としての「柱」は『古事記』には見られるが、『日本書紀』では助数詞としては用いられておらず、『延喜式』では「座」という助数詞が用いられている。なお、昔は、高貴の人を数え奉る時にも用いた。

## 比喩的表現
社会や組織において建築物における柱と同じ役割を果たすものの例え（暗喩）にもよく用いられる。特に大黒柱の呼称は、家族の主人に喩えられる。

## ユーティリティポール
公共用の電柱、照明柱、信号柱などはユーティリティポールとしてまとめられることがある。